# Наддув
Наддув — принудительное повышение давления воздуха выше текущего уровня атмосферного в системе впуска двигателя внутреннего сгорания, приводящее к увеличению плотности и массы воздуха в камере сгорания перед тактом рабочего хода, что, согласно правилу стехиометрической горючей смеси для конкретного типа мотора, позволяет сжечь больше топлива, а значит увеличить крутящий момент (и мощность, соответственно) при сравнимой частоте вращения. В широком смысле, повышение удельной/литровой мощности ДВС при текущем уровне атмосферного давления и есть основная цель наддува. Буквальным следствием этой технической особенности стало одно из ранних применений наддува для компенсации высотного падения мощности в авиационных маршевых ДВС.
Также, наддув есть любого рода создание повышенного давления в принципе. Существуют понятия наддува кабин высотных и космических летательных аппаратов для создания подходящих для людей условий, наддува баков гидросистем для предотвращения вспенивания рабочей жидкости и для поступления топлива в жидкостных ракетах в условиях невесомости и т. д.
Возможен агрегатный наддув и безагрегатный наддув.

## Агрегатный наддув
Под агрегатным подразумевается наддув, создание которого обеспечивается неким агрегатом. Фактически, таковых агрегатов в технике всего три — турбонагнетатель, приводной нагнетатель, нагнетатель с электрическим приводом. Первый работает от энергии выхлопных газов и состоит из газовой турбины и компрессора. Второй работает от непосредственного привода с коленвала двигателя и состоит из механической передачи и компрессора. Третий работает от электропривода и состоит из высокооборотного электромотора и компрессора. Вообще, компрессор входит в состав любого агрегата наддува, вследствие чего, такие термины как турбокомпрессор, приводной компрессор и компрессор с электрическим приводом являются синонимами вышеупомянутым трём и правомерны к использованию. Конструкция компрессора может быть универсальна для любого агрегата, хотя обычно в турбонагнетателе и нагнетателе с электрическим приводом используются лопастные центробежные компрессоры, а в приводном нагнетателе — роторные компрессоры. Сам термин «агрегатный наддув» практически никогда не используется, и таковым в речевом обиходе применительно к ДВС считается просто любой наддув, если иное не оговорено особо.
Особенность и преимущества агрегатного наддува (турбонаддува, в первую очередь) в том, что таковой позволяет получать сверхвысокие давления на впуске в ДВС — вплоть до 5 бар — что даёт в итоге примерно кратное давлению наддува повышение удельной мощности на отдельных режимах работы. Всережимного увеличения мощности посредством одного типа агрегата наддува достичь сложно в силу разных причин (либо для этого требуется сильное механическое усложнение конструкции нагнетателя) поэтому часто на ДВС применяются комбинированные системы, состоящие, например, из турбонагнетателя и приводного нагнетателя, или турбонагнетателя и нагнетателя с электрическим приводом.
Также в авиации для компенсации высотного падения мощности маршевых поршневых двигателей на многомоторных самолётах были исторические попытки применения группового агрегатного наддува, обеспечивающего дополнительное снабжение маршевых двигателей воздухом на больших высотах. Основой этой системы был отдельный мотор-компрессор, состоявший из одного двигателя, аналогичного маршевому, и объёмного компрессора, дополненный системой воздуховодов к каждому маршевому двигателю. Пример — тяжёлый бомбардировщик Пе-8.
Агрегатный наддув применяется как на четырёхтактных ДВС, так и на двухтактных ДВС, поршневых и роторно-поршневых, работающих практически по любому термодинамическому циклу (циклу Отто, циклу Дизеля, прочих). Однако к газотурбинным двигателям термин «агрегатного наддува» в русскоязычном инженерно-техническом лексиконе обычно не применяется, несмотря на обязательное наличие компрессора в составе таких двигателей согласно его термодинамическому циклу. Важным следствием применения агрегатного наддува является снижение удельного расхода топлива (в граммах на л. с. за час) и повышение его удельной мощности, но как правило за это приходится платить сниженным моторесурсом, повышенной опасностью разноса (для дизельного двигателя) в случае нарушения работы системы смазки нагнетателя (попадание масла в воздушный тракт двигателя).

## Безагрегатный наддув
К безагрегатному наддуву относят:
- динамический (ранее называемый инерционным, резонансным, акустическим), при котором эффект достигается за счёт колебательных явлений во впускном и/или выпускном трубопроводах;
- скоростной, применяемый на поршневых авиационных двигателях на высотах больше расчётной и при скоростях более 500 км/ч;
- рефрижерационный, достигаемый испарением в поступающем воздухе топлива или какой-либо другой горючей жидкости с низкой температурой кипения и большой теплотой парообразования, как пример - система MW-50 (впрыск смеси воды и метанола), применявшаяся на немецких авиадвигателях совместно с приводными центробежными нагнетателями, примерами могут служить двигатели DB 605 (Мессершмитт Bf.109), BMW 801 (Focke-Wulf 190).

На транспортных двигателях внутреннего сгорания используется динамический наддув, который при несущественных изменениях в конструкции трубопроводов приводит к повышению коэффициента наполнения до {\displaystyle \eta _{v}=0,92-0,96} в широком диапазоне изменения частоты вращения двигателя. Увеличение {\displaystyle \eta _{v}} при наддуве позволяет форсировать дизель по энергетическим показателям в случае одновременного увеличения цикловой подачи топлива или улучшить экономические показатели при сохранении мощностных (при той же цикловой подаче топлива). Динамический наддув повышает долговечность деталей цилиндро-поршневой группы благодаря более низким тепловым режимам при работе на бедных смесях.